# Stefan Löfven
Kjell Stefan Löfven ([ɕɛl ˈstěːfan lœˈveːn]), folkbokförd Löfvén, född 21 juli 1957 i Hägerstens församling i Stockholm, är en svensk socialdemokratisk politiker som sedan den 14 oktober 2022 är ordförande för Europeiska socialdemokratiska partiet. Löfven var Sveriges statsminister mellan åren 2014 och 2021 och partiledare för Socialdemokraterna mellan 27 januari 2012 och 4 november 2021. Dessförinnan var han fackföreningsordförande och var mellan 1 januari 2006 och 27 januari 2012 förbundsordförande i fackförbundet IF Metall.
Stefan Löfven utsågs till statsminister den 2 oktober 2014 och tillträdde vid en regeringskonselj den 3 oktober. Hans regering Löfven I, en minoritetsregering bestående av Socialdemokraterna och Miljöpartiet, efterträdde därmed Fredrik Reinfeldts alliansregering. Efter riksdagsvalet 2018 entledigades han som statsminister sedan en statsministeromröstning visat att han inte hade tillräckligt stöd i riksdagen. Sedan han entledigats den 25 september 2018 ledde Löfven en övergångsregering. Den 18 januari 2019 röstades han dock fram som statsminister för en andra mandatperiod och presenterade den 21 januari regeringen Löfven II. Den 21 juni 2021 fälldes Löfven och hans regering vid en misstroendeomröstning i riksdagen. Löfven är den första statsministern i Sverige att bli fälld av en misstroendeomröstning. Den 9 juli 2021 tillträdde regeringen Löfven III formellt vid en regeringskonselj efter att riksdagen två dagar innan röstade för att tolerera Löfven som statsminister.
Under sitt sommartal den 22 augusti 2021 aviserade Löfven sin kommande avgång som Socialdemokraternas partiledare och Sveriges statsminister. Han avgick som partiordförande vid partikongressen i Göteborg den 4 november 2021. I samband med det valdes Magdalena Andersson till efterträdare som partiordförande. Den 10 november 2021 begärde Löfven att bli entledigad som statsminister och riksdagsledamot hos Riksdagens talman. Löfven ledde därefter en övergångsregering till den 30 november 2021, då Magdalena Andersson tillträdde som statsminister.

## Biografi

### Uppväxt
Stefan Löfven föddes i Aspudden i Stockholm, men kom tio månader gammal som fosterbarn till Sunnersta i Ådalen i nuvarande Sollefteå kommun, då hans mor Margareta Löfven (1922–2000) inte kunde behålla båda sina barn. Dessförinnan hade han varit på Nybodahemmets barnhem. Hans far Karl Hedberg (1904–1959) avled tidigt utan att ha träffat sin yngste son. Fosterfadern Ture Melander (1926–2003) var skogsarbetare och sedan fabriksarbetare och fostermodern Iris Melander (1929–2020) arbetade inom hemtjänsten. I fosterfamiljen fanns också en syster och en bror.
Under uppväxten spelade han ishockey och arbetade som kommunal slyröjare och timmersorterare. Inspirerad av Olof Palmes internationella engagemang var han med och startade en lokal SSU-förening, som han sedan blev ordförande för. Han gjorde sin värnplikt på Jämtlands flygflottilj (F 4) i Östersund under 11 månader åren 1976–1977. Värnplikten bestod av grundutbildning på F 4 i Östersund, sedan en radarobservatörsutbildning på Flygvapnets Södertörnsskolor (F 18) i Tullinge söder om Stockholm, för att sedan få befattning på en radarstation strax utanför Kramfors som hette R46 Renen.

### Familj och namn
Vid 22 års ålder återförenades Löfven med sin mor och äldre bror, Ulf Löfven, efter att dessförinnan ha haft brevkontakt. Det var först då han själv fick veta att släktnamnet av resten av hans familj uttalas med betoning på första stavelsen och inte stavas med någon accent. Troligen i samband med fosterhemsplaceringen har någon utomstående förutsatt att namnet skulle stavas med accent över e:et och anmält hans namn till folkbokföringen stavat så. Löfven själv trodde därmed hela sin uppväxt att han hette Löfvén precis som det stavades. När han fick klarhet i frågan slutade han själv stava namnet med accent, ville få bort den från folkbokföringen också, och övervägde att börja använda samma uttal som resten av familjen. Den enda förändringen blev dock att han själv slutade stava namnet med accent, medan den blivit kvar i folkbokföringen.
Löfven är gift med kyrkopolitikern (S) Ulla Löfven sedan 2003. Han har genom henne två styvbarn men inga egna biologiska barn.

### Utbildning
Stefan Löfven gick tvåårig ekonomisk linje på gymnasieskolan i Sollefteå. Han påbörjade en svetskurs på 48 veckor på AMU i Kramfors. Sedan påbörjade han studier på socialhögskolan i Umeå. Han gick där i ett och ett halvt år innan han hoppade av studierna.

### Fackföreningskarriär
Stefan Löfven arbetade både på posten och på sågverk innan han 1979 anställdes som svetsare på försvarsindustriföretaget Hägglund & Söner i Örnsköldsvik, där han stannade till 1995. På Hägglunds träffade han sin blivande hustru, Ulla. Sitt första fackliga uppdrag fick han 1981 då han valdes till kontaktombud på arbetsplatsen. Under de följande åren hade han en rad fackliga uppdrag. År 1995 började han som centralt anställd ombudsman i dåvarande Svenska metallindustriarbetareförbundet (Metall). 1995-1998 var han förhandlingsombudsman, 1998–1999 internationell sekreterare och 1999–2002 chef för organisationsenheten.
På Metalls kongress 2001 valdes Löfven att från november 2002 vara biträdande förbundsordförande i Metall och på IF Metalls konstituerande kongress i november 2005 valdes han till det nya förbundets första förbundsordförande. I den rollen var han en av arkitekterna bakom det ettåriga krisavtal som tecknades mellan IF Metall och arbetsgivarna i mars 2009. Under den pågående finanskrisen hade många industriföretag varslat personal om uppsägning. Krisavtalet innebar att företag fick möjligheten att istället, efter lokala förhandlingar, under en period minska arbetstid och lön för de anställda i syfte att undvika ytterligare personalneddragningar. Uppgörelsen var kontroversiell och flera andra LO-förbund var kritiska mot IF Metalls agerande.

### Andra tidiga uppdrag
Stefan Löfven har engagerat sig i globaliseringsfrågor: han har haft titlarna internationell sekreterare för Svenska Metallindustriarbetareförbundet, styrelseledamot i Nordiska Metall och styrelsesuppleant i Europeiska Metallarbetarefederationen(en). Han har även suttit i styrelsen för Olof Palmes Internationella Center och var 2004–2012 vice ordförande för Exportrådet. Han satt även med i universitetsstyrelsen för Kungliga Tekniska högskolan (KTH) under åren 2010–2012.
Som internationell sekreterare inom IF Metall hade Löfven en ledande roll i att bygget av den sydafrikanska fackföreningen Numsas yrkesskola som sponsrades av Saab 1999, mot avtalsvillkor att Numsa skulle ställa sig positiva till landets JAS-köp.

## Politisk karriär

### Socialdemokraternas partiledare

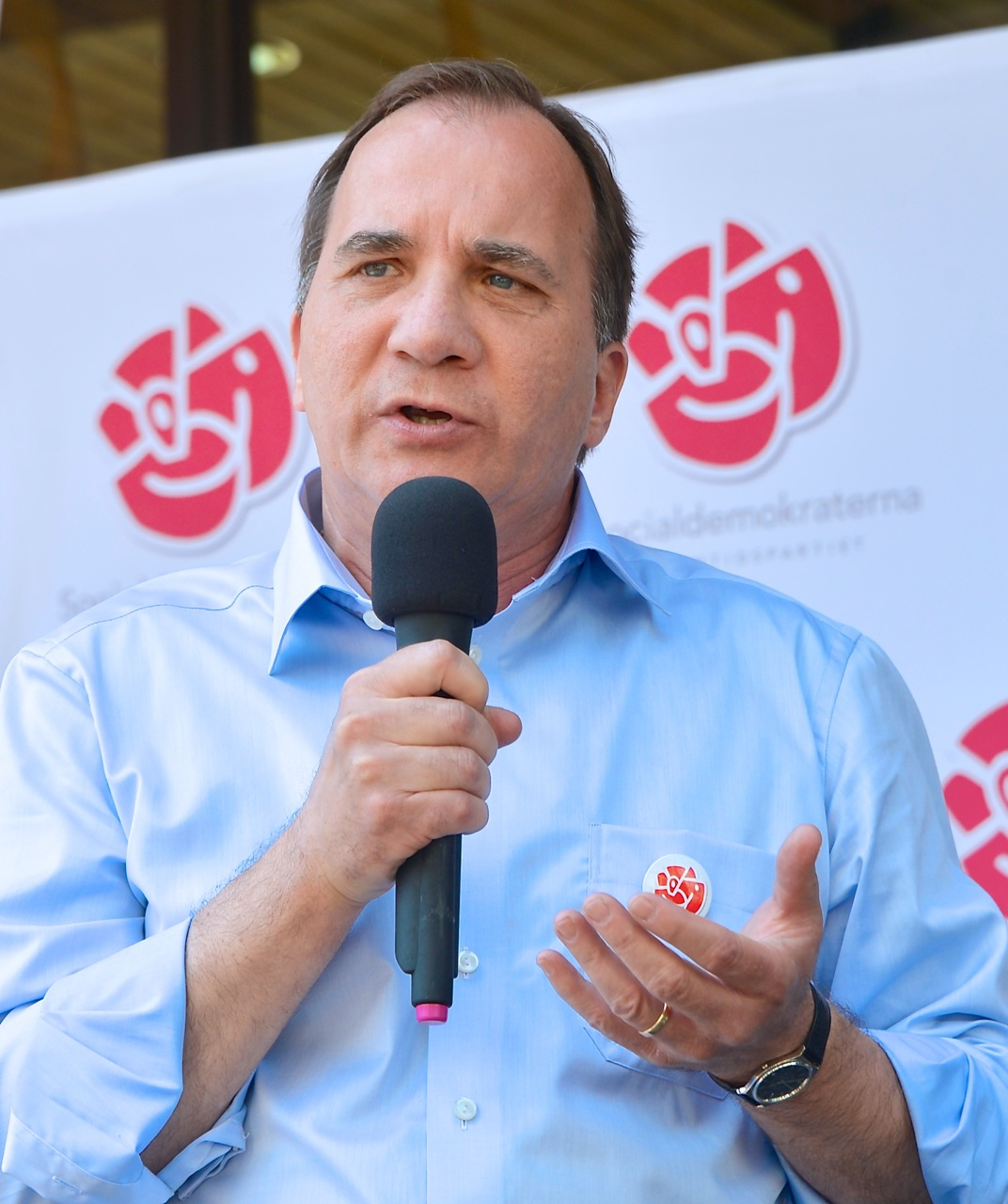
Stefan Löfven valtalar vid Sergels torg i Stockholm den 24 maj 2014 inför valet till Europaparlamentet.

Löfven har varit engagerad i Socialdemokraterna sedan 1971, då han vid 14 års ålder var med och bildade en SSU-klubb. Han hade under 1980- och 1990-talen lokalpolitiska uppdrag i Örnsköldsviks kommun, bland annat som ledamot av kommunfullmäktige 1994–1995. Han valdes in i partiets verkställande utskott 2005 som representant för fackföreningsrörelsen.
Efter att Håkan Juholt lämnat posten som partiordförande för Socialdemokraterna föreslog det verkställande utskottet den 26 januari 2012 att Löfven skulle väljas till ny partiordförande. Dagen efter, den 27 januari, valdes Löfven till partiordförande av en enhällig partistyrelse. Valet av Löfven till posten bekräftades av den socialdemokratiska partikongressen den 4 april 2013.
Löfven slog tidigt fast att han ville utveckla Socialdemokraternas närings- och innovationspolitik för att skapa fler företag. Under sitt första Första maj-tal som partiordförande lanserade han idén om ett innovationspolitiskt råd.
I Löfvens första val som partiledare, Europaparlamentsvalet 2014, fick Socialdemokraterna 24,19 procent av rösterna. Resultatet var en marginell försämring jämfört med Europaparlamentsvalet 2009 och innebar att Socialdemokraterna förlorade ett mandat i Europaparlamentet. Det var samtidigt också det lägsta valresultatet för Socialdemokraterna på riksnivå sedan den allmänna rösträtten infördes.
Den 12 juli 2014 skrev Löfven ett kontroversiellt Facebook-inlägg där han hävdade att Israel har rätt att försvara sig mot palestinska Hamas, som han beskyllde för att ha attackerat Israel i samband med Gazakriget 2014. Inlägget fick tusentals kommentarer, många av dem från kritiska socialdemokratiska väljare, och togs sedan bort. I efterhand hävdar Löfven att Israel måste ta ansvar för att ha använt oproportionerligt våld, men stod fast vid att landet har rätt att försvara sig.

### Ämbetstid som Sveriges statsminister

#### Mandatperioden 2014–2018
Riksdagsvalet 2014 innebar att det rödgröna blocket blev större än Alliansen, men utan egen majoritet i riksdagen. Dagen efter valet inleddes samtal mellan Socialdemokraterna och Miljöpartiet i syfte att bilda regering, samtidigt som partierna också öppnade för ett blocköverskridande samarbete med i första hand Centerpartiet och Folkpartiet som tänkbara samarbetspartners. De båda partierna förklarade dock att de inte ville ingå i en regeringskonstellation med Socialdemokraterna eftersom de ville bevara det befintliga Allianssamarbetet.
Den 2 oktober 2014 utsågs Stefan Löfven av Sveriges riksdag att som statsminister leda en minoritetsregering bestående av Socialdemokraterna och Miljöpartiet. Av riksdagens 349 ledamöter röstade 132 för Löfven, 49 nej och 154 avstod vilket var ett förhållandevis svagt riksdagsstöd för en statsministerkandidat. Den 3 oktober 2014 presenterade Löfven sin lista över de statsråd som skulle ingå i regeringen och tillträdde som statsminister i konselj.
Regeringen inledde ett budgetsamarbete med Vänsterpartiet. När regeringens budgetförslag i december 2014 trots det föll i riksdagen, eftersom Sverigedemokraterna röstade för Alliansens motförslag, uppstod en regeringskris som sedermera kulminerade i Decemberöverenskommelsen där parterna kom överens om en ny praxis vid framtida budgetomröstningar. Decemberöverenskommelsen upphörde dock 9 oktober 2015 till följd av att Kristdemokraterna lämnat samarbetet.
Den 6 mars 2018 besökte Löfven Vita huset och hade sitt första officiella möte med USA:s president Donald Trump.

#### Mandatperioden 2018–2022
Efter riksdagsvalet 2018 röstades Löfven bort som statsminister av riksdagen med siffrorna 204–142 i en statsministeromröstning den 25 september 2018. Omröstningen blev historisk som första gången som en statsminister röstats bort i en förtroendeomröstning. Löfven fortsatte leda en övergångsregering under regeringsförhandlingarna, tills en ny regering kunde bildas, vilket dröjde fram till januari 2019. Huvudmotståndaren Ulf Kristersson, partiledare för Moderaterna, misslyckades emellertid med att samla tillräckligt stöd för att accepteras som statsminister. Den 18 januari 2019 röstades Löfven fram som statsminister för en andra mandatperiod, detta efter att Socialdemokraterna hade ingått det så kallade januariavtalet med de tidigare Allianspartierna Centerpartiet och Liberalerna samt med Miljöpartiet. Även Vänsterpartiet släppte fram Löfven som statsminister, men hotade samtidigt med misstroendeförklaring om ett par av punkterna i januariavtalet skulle genomföras.
Den 17 juni 2021 meddelade Vänsterpartiet att partiet inte längre hade förtroende för Löfven och hans regering efter att ett utredningsförslag om att införa fri hyressättning för nybyggda lägenheter hade presenterats. Utredningen hade tillsatts eftersom fri hyressättning var en av de punkter som partierna som stod bakom januariavtalet hade kommit överens om. Detta blev starten för regeringskrisen i Sverige 2021 En misstroendeomröstning hölls den 21 juni och riksdagen förklarade sitt misstroende mot statsministern med 181 röster för yrkandet, som stöddes av Moderaterna, Kristdemokraterna, Sverigedemokraterna och Vänsterpartiet. Den 28 juni entledigades Löfven och statsråden av talmannen, men regeringen satt kvar som övergångsregering. Oppositionsledaren Ulf Kristersson fick uppdraget att sondera för en ny regering, men gav upp försöket, och den 7 juli 2021 blev Löfven återvald som statsminister i den första statsministeromröstningen.

#### Avgång som partiordförande och statsminister
Löfven meddelade under sitt sommartal på Runö i Åkersberga den 22 augusti 2021 att han skulle avgå som partiordförande för Socialdemokraterna vid partikongressen i Göteborg den 3–7 november 2021 och därefter be om att få bli entledigad som statsminister. Den 4 november avgick han således som partiordförande i samband med att partikongressen valde Magdalena Andersson till hans efterträdare. Följande vecka, den 10 november, begärde Löfven hos riksdagens talman att bli entledigad som statsminister och riksdagsledamot. Regeringen Löfven III övergick därmed till att vara en övergångsregering, till och med den 30 november 2021 då regeringen Andersson tillträdde.

## Efter tiden som statsminister
Stefan Löfven blev den 17 mars 2022 vald till ordförande för SIPRI. Den 14 oktober 2022 valdes Löfven till ny ordförande för Europeiska socialdemokratiska partiet.
Stefan Löven har åren 2012–2014 samt från 2022 varit engagerad som styrelseledamot i Stiftelsen Harald Edelstam.

## Utmärkelser
- H.M. Konungens medalj i 12:e storleken med kedja, med motiveringen ”För synnerligen framstående politikergärning”.[72]
- Aaron Isaac-priset, 2021.
- Andra klassen av ukrainska Furst Jaroslav den vises orden, 23 augusti 2021.[73]

## Bilder från perioden som partiordförande och statsminister 2012–2021

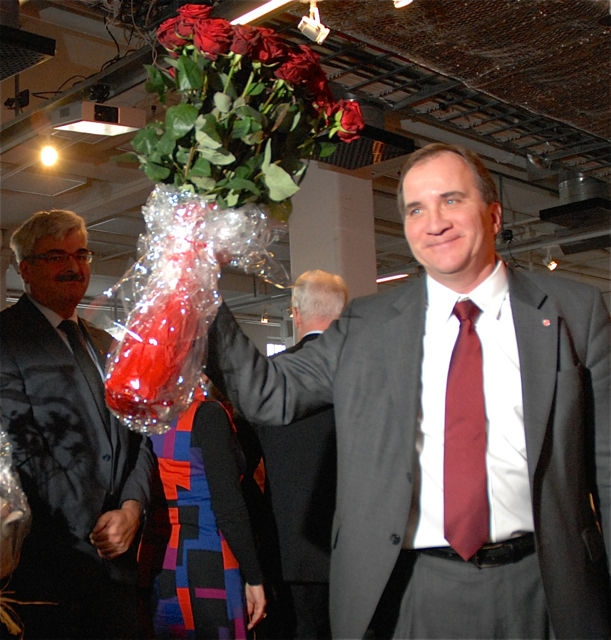
Stefan Löfven väljs till partiordförande den 27 januari 2012.
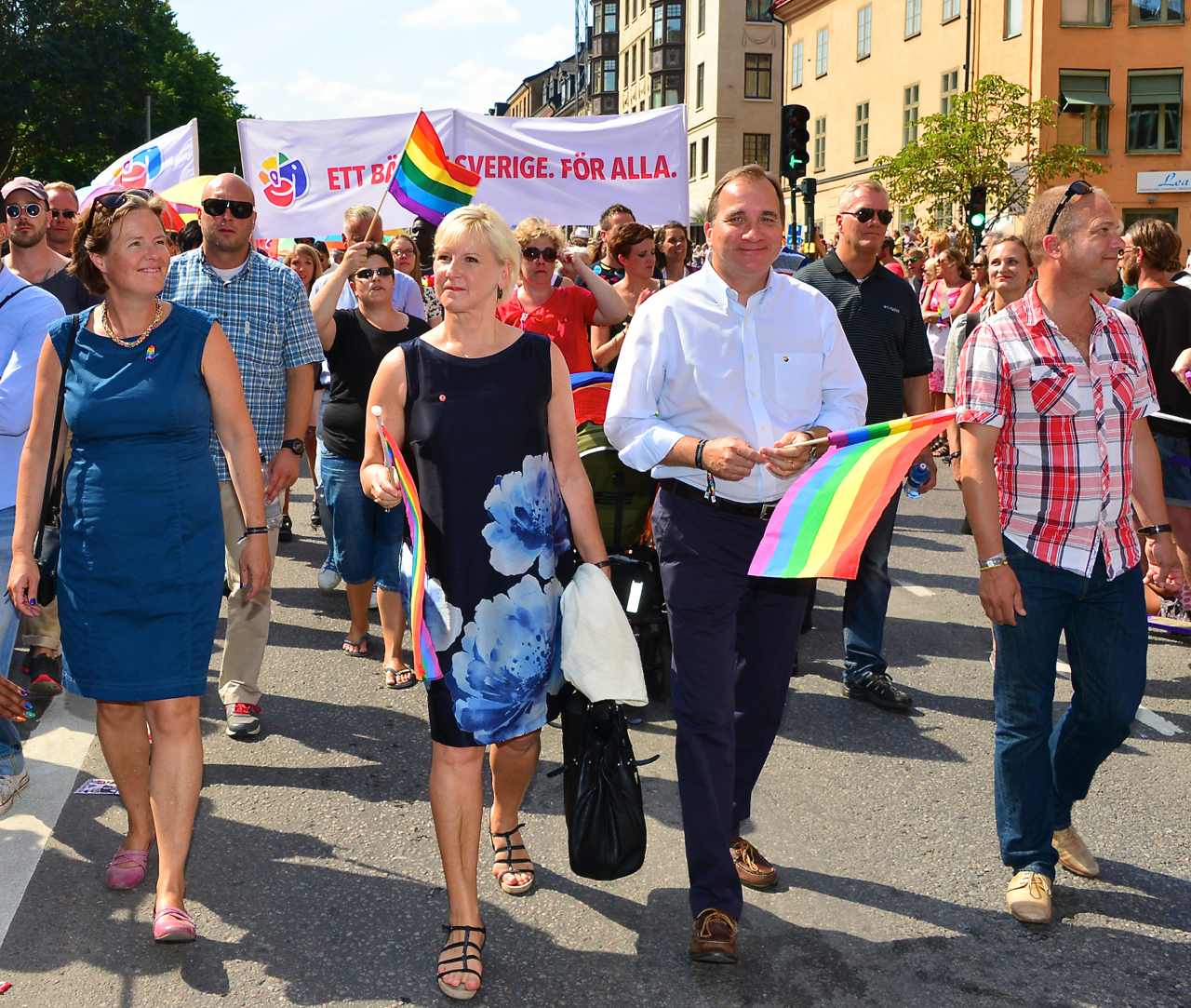
Stefan Löfven i Stockholm Pride 2014.
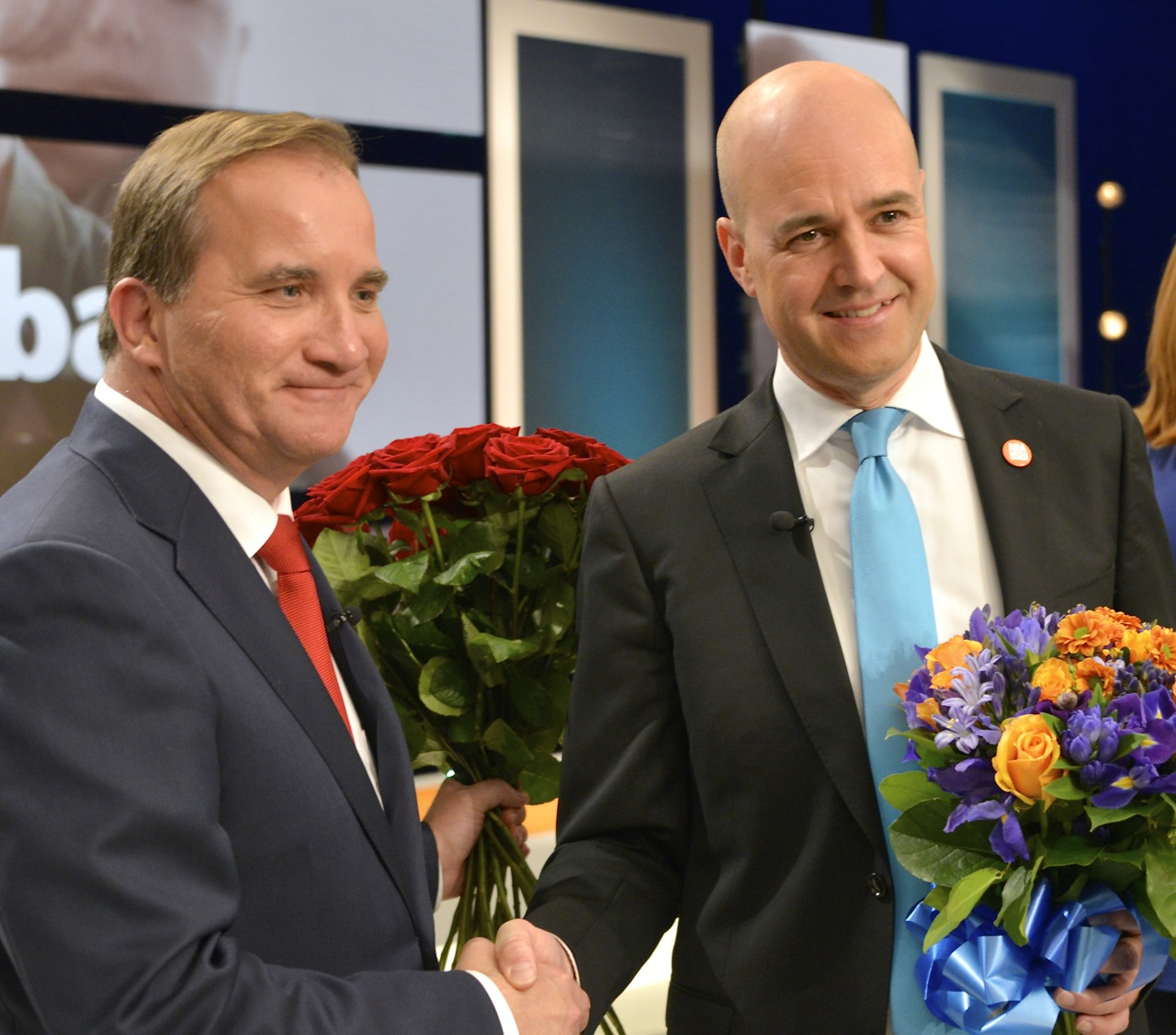
Stefan Löfven och Fredrik Reinfeldt efter slutdebatten i SVT den 12 september 2014.
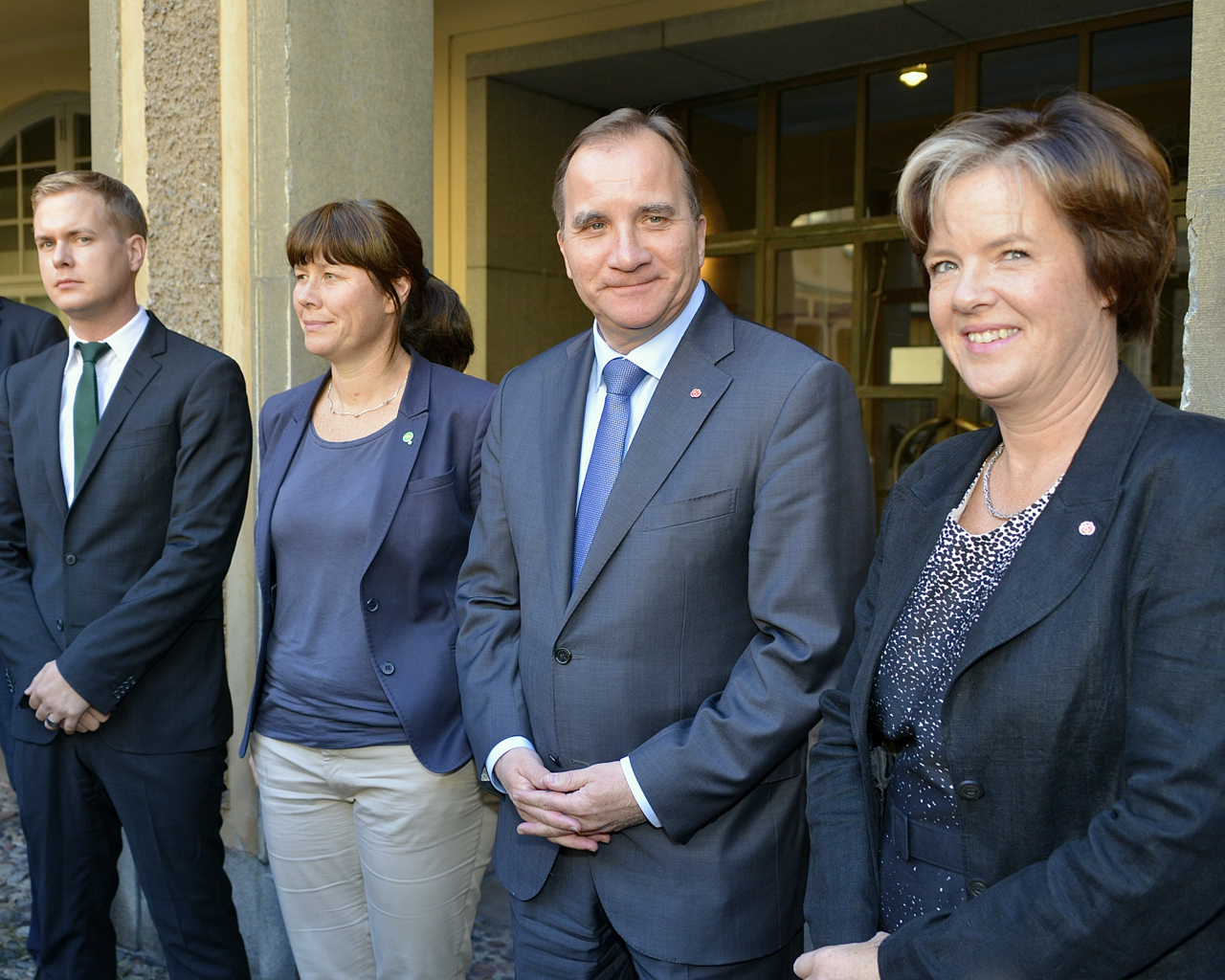
Socialdemokraterna och Miljöpartiet inleder regeringsförhandlingar den 15 september 2014.
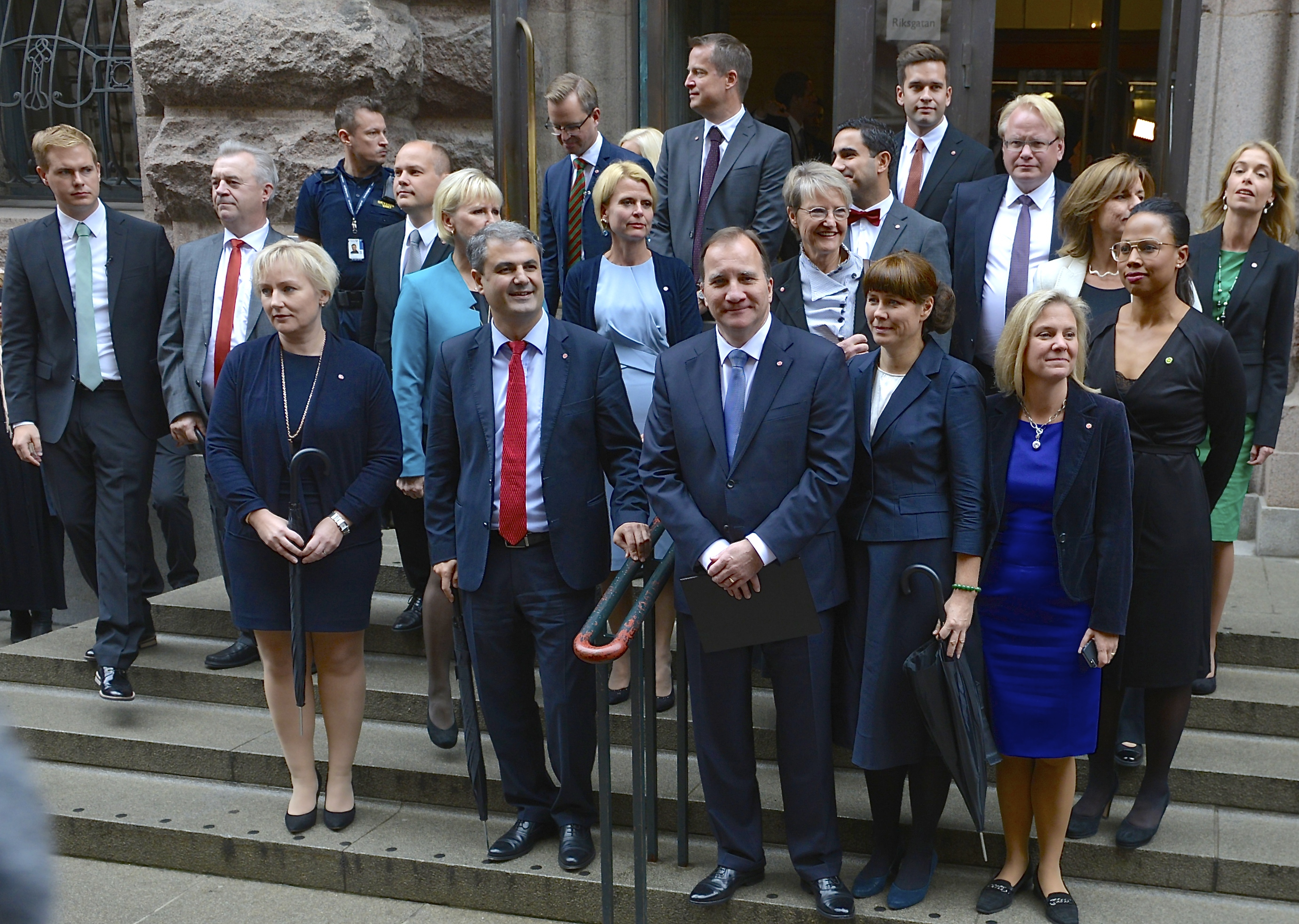
Stefan Löfven visar upp sin nya regering på trappan utanför Sveriges riksdag den 3 oktober 2014.
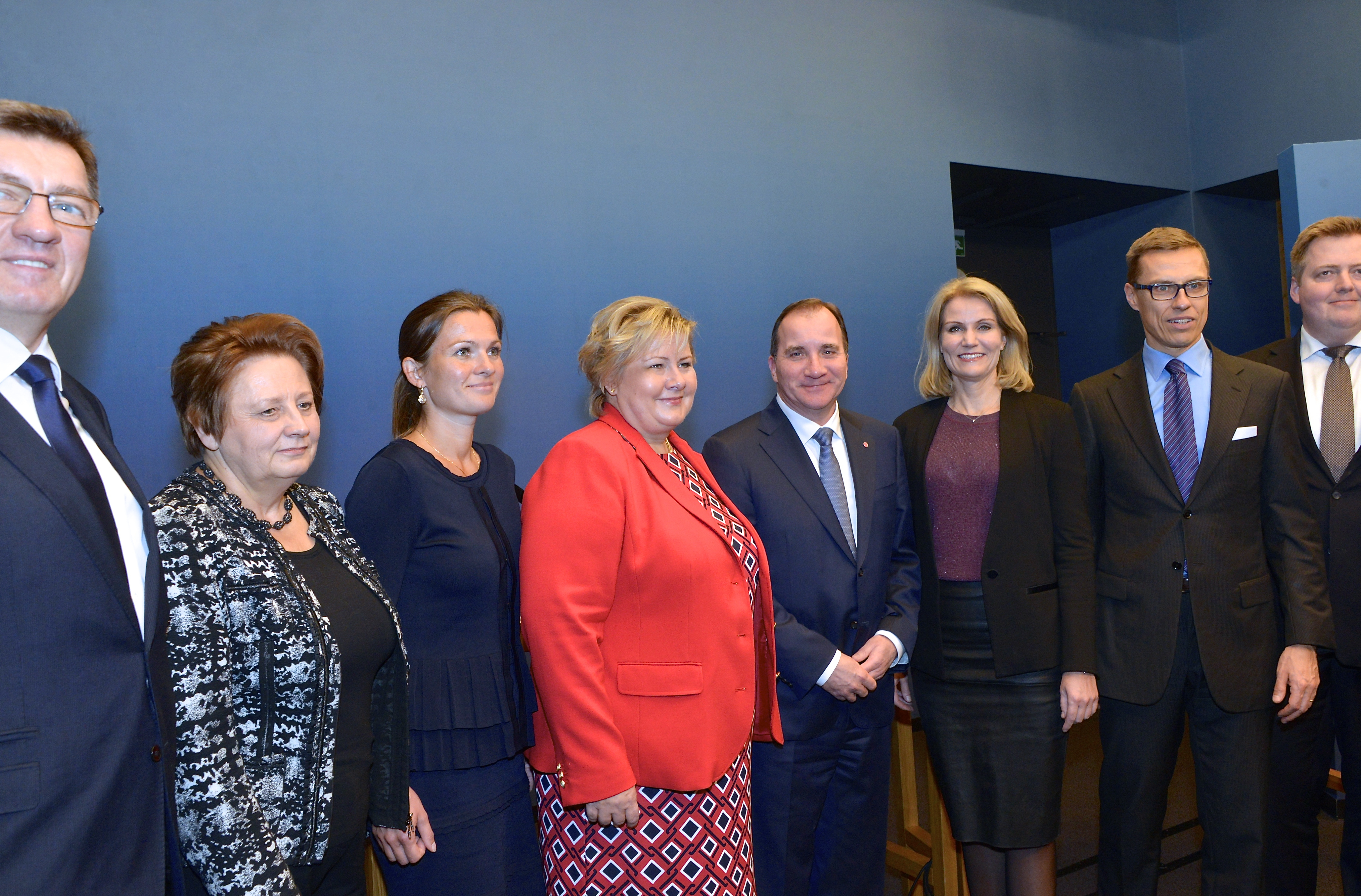
De nordiska och baltiska statsministrarna inför Nordiska rådets session i Stockholm 2014.
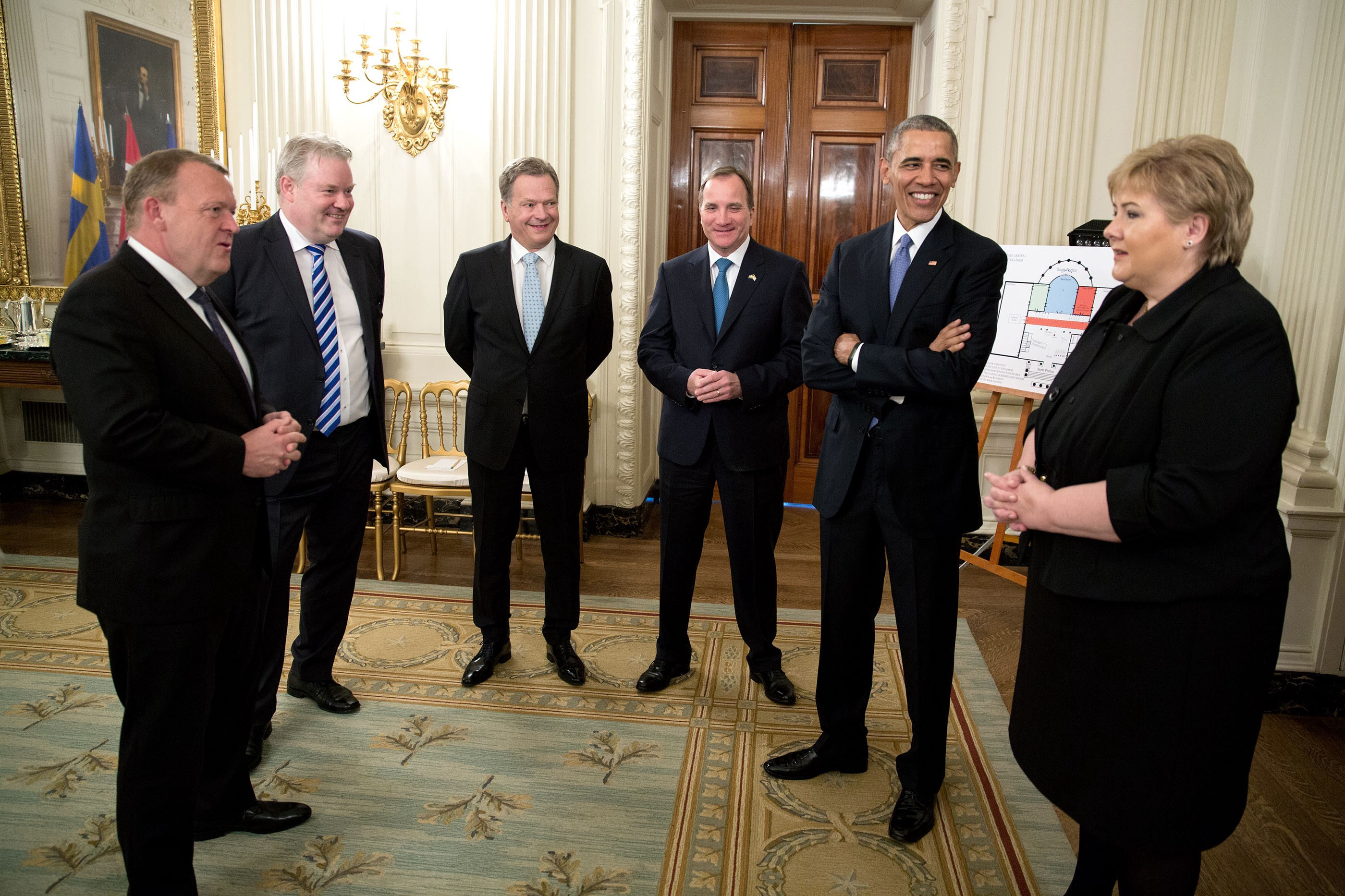
Möte med de politiska ledarna i Norden och president Obama i Vita huset i maj 2016.
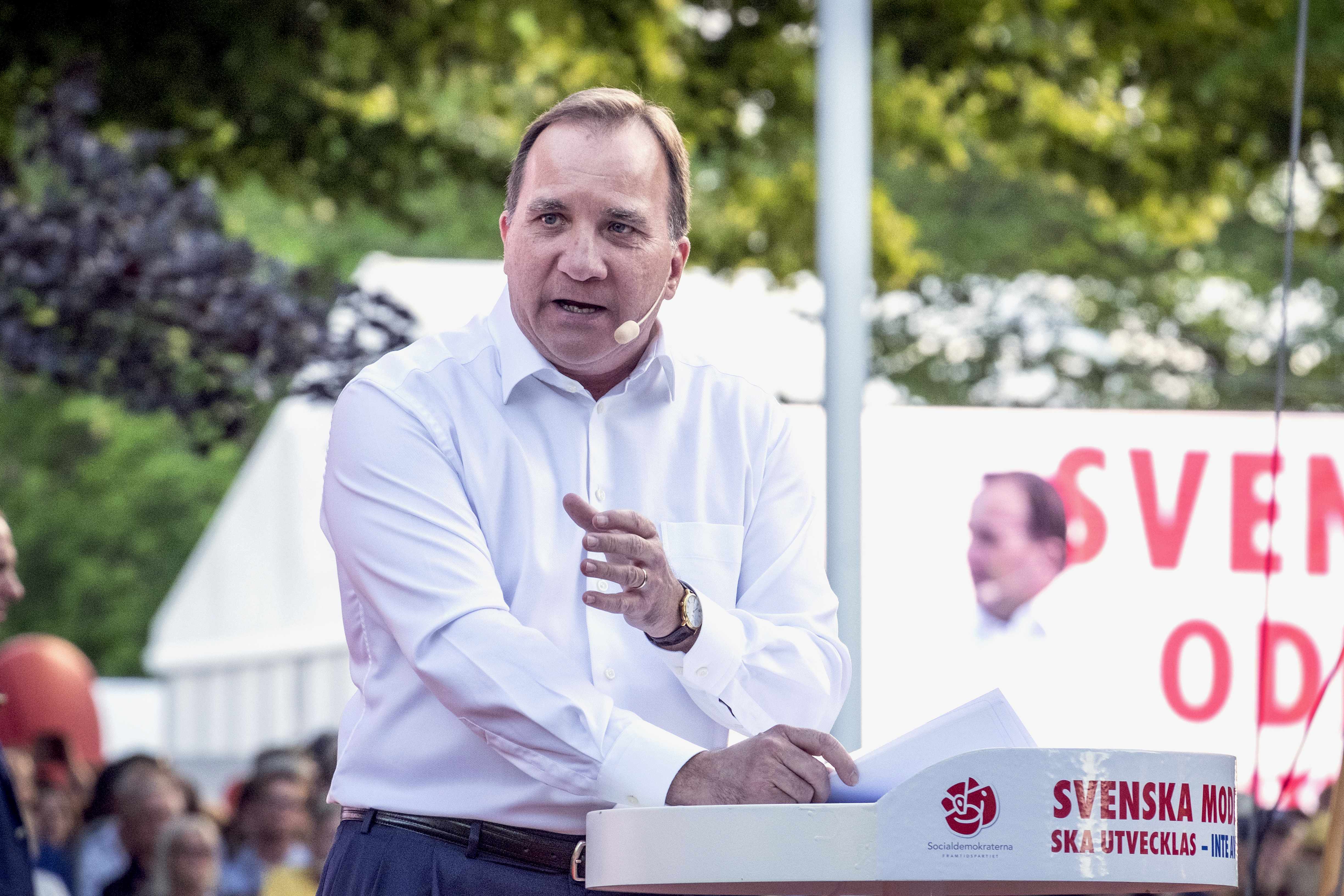
Stefan Löfvén i Visby under Almedalsveckan 2016.
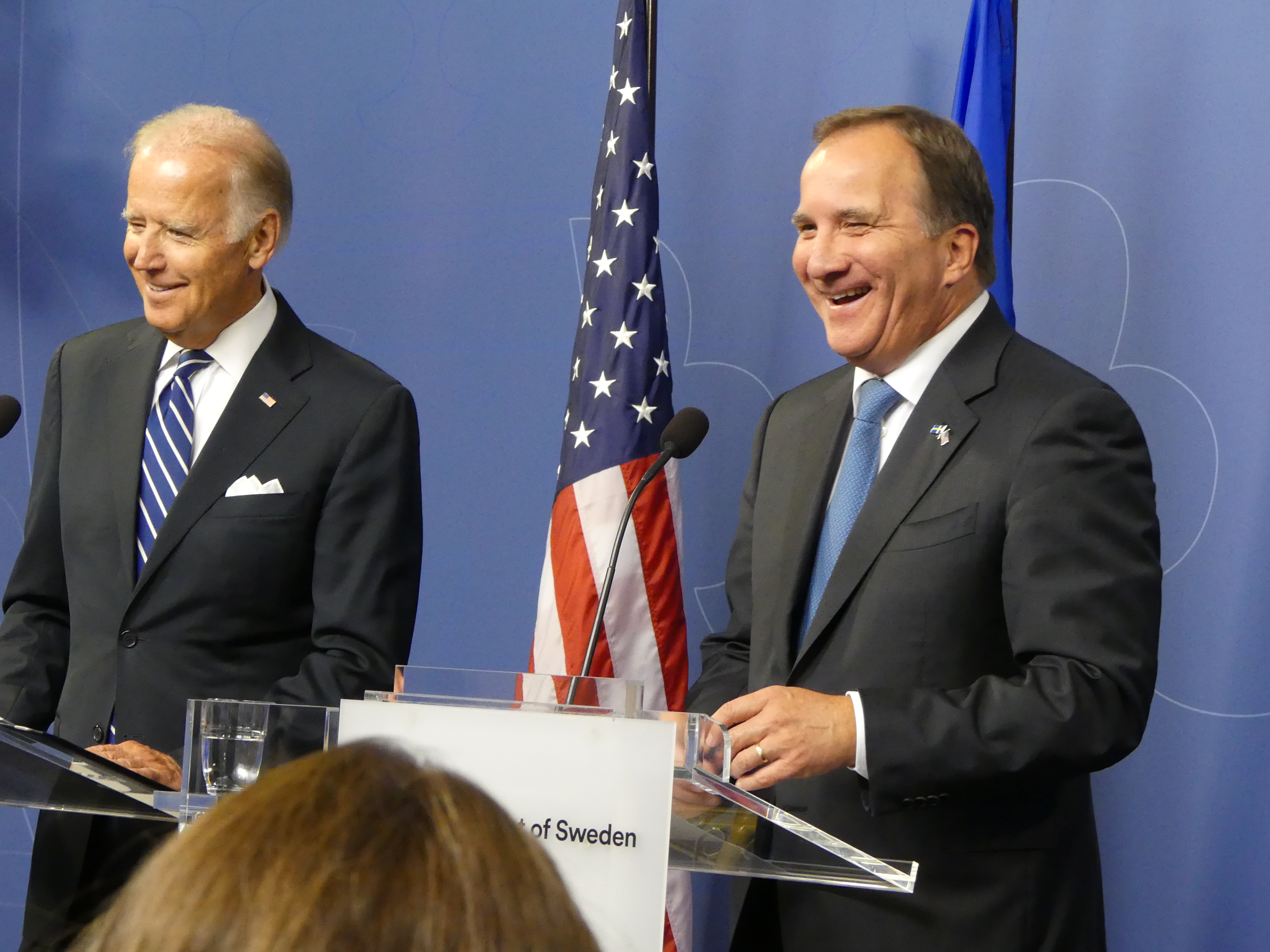
USA:s vicepresident Joe Biden möter Löfven i Sverige i augusti 2016.
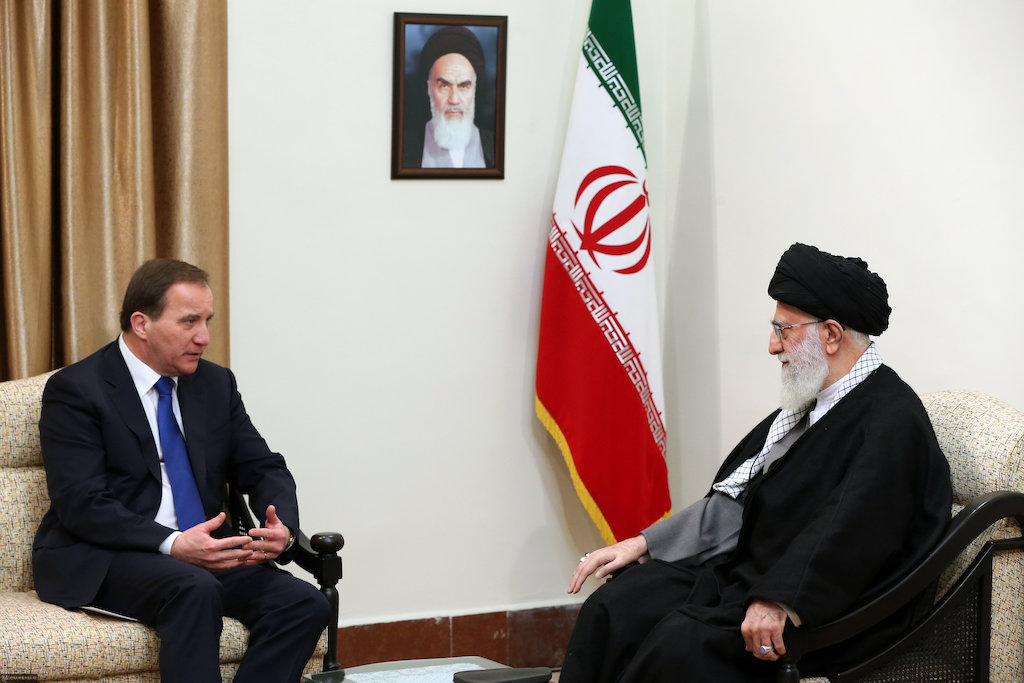
Stefan Löfven besöker Iran och Ali Khamenei i februari 2017.
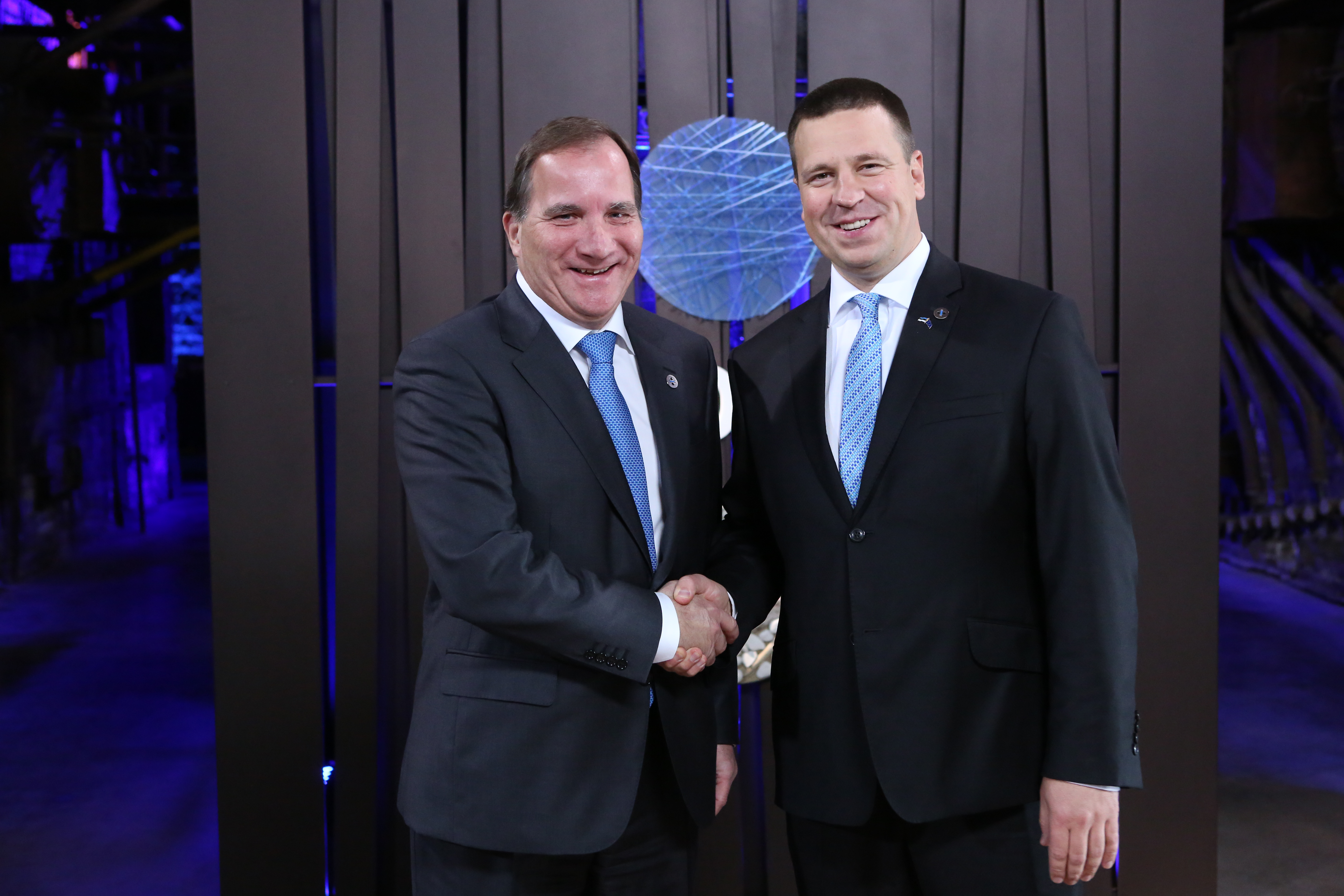
Sveriges statsminister Stefan Löfven tillsammans med Estlands premiärminister Jüri Ratas i Tallinn, Estland den 29 september 2017.
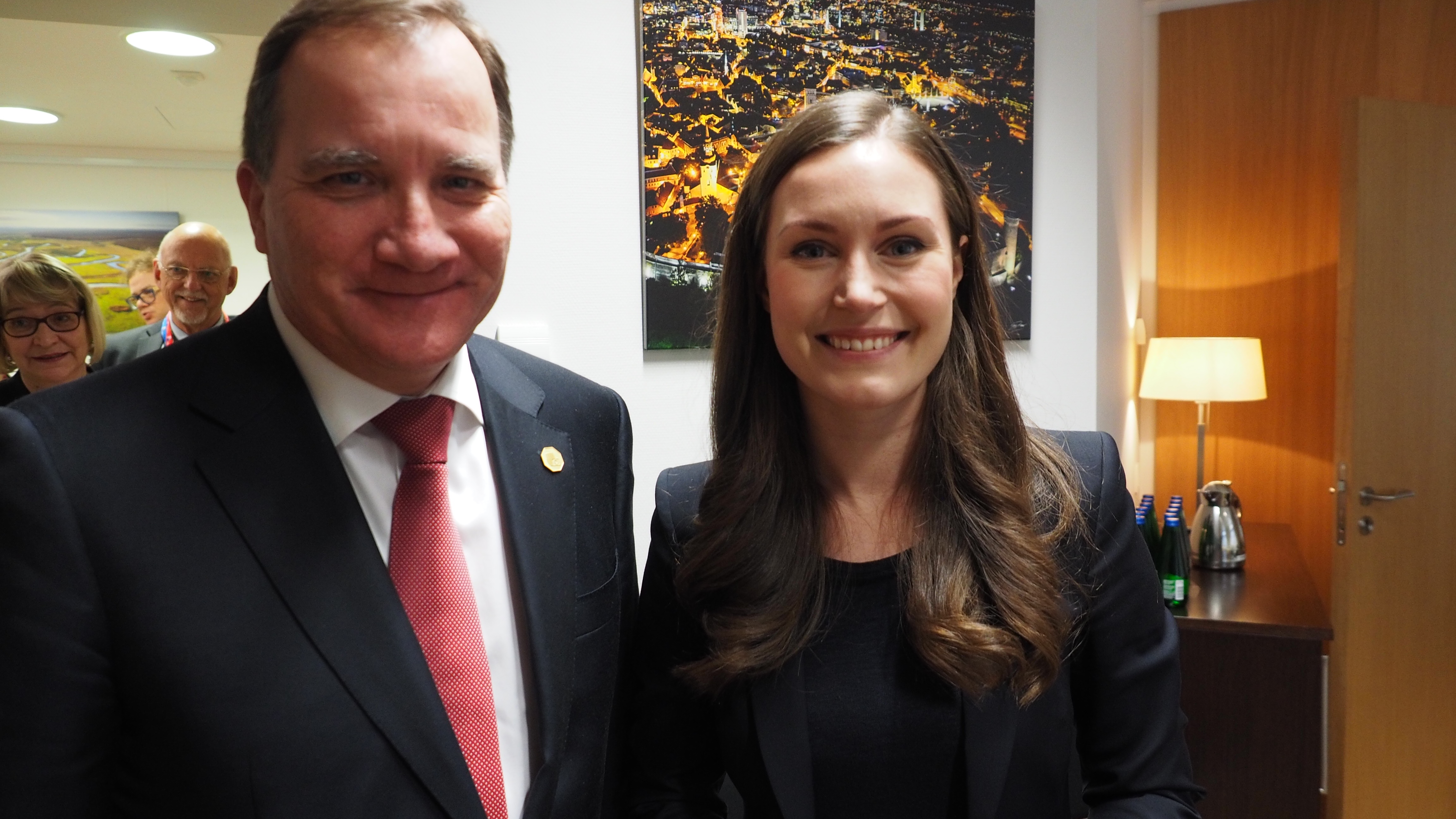
Sveriges statsminister Stefan Löfven tillsammans med Finlands statsminister Sanna Marin i Bryssel, Belgien den 12 december 2019.
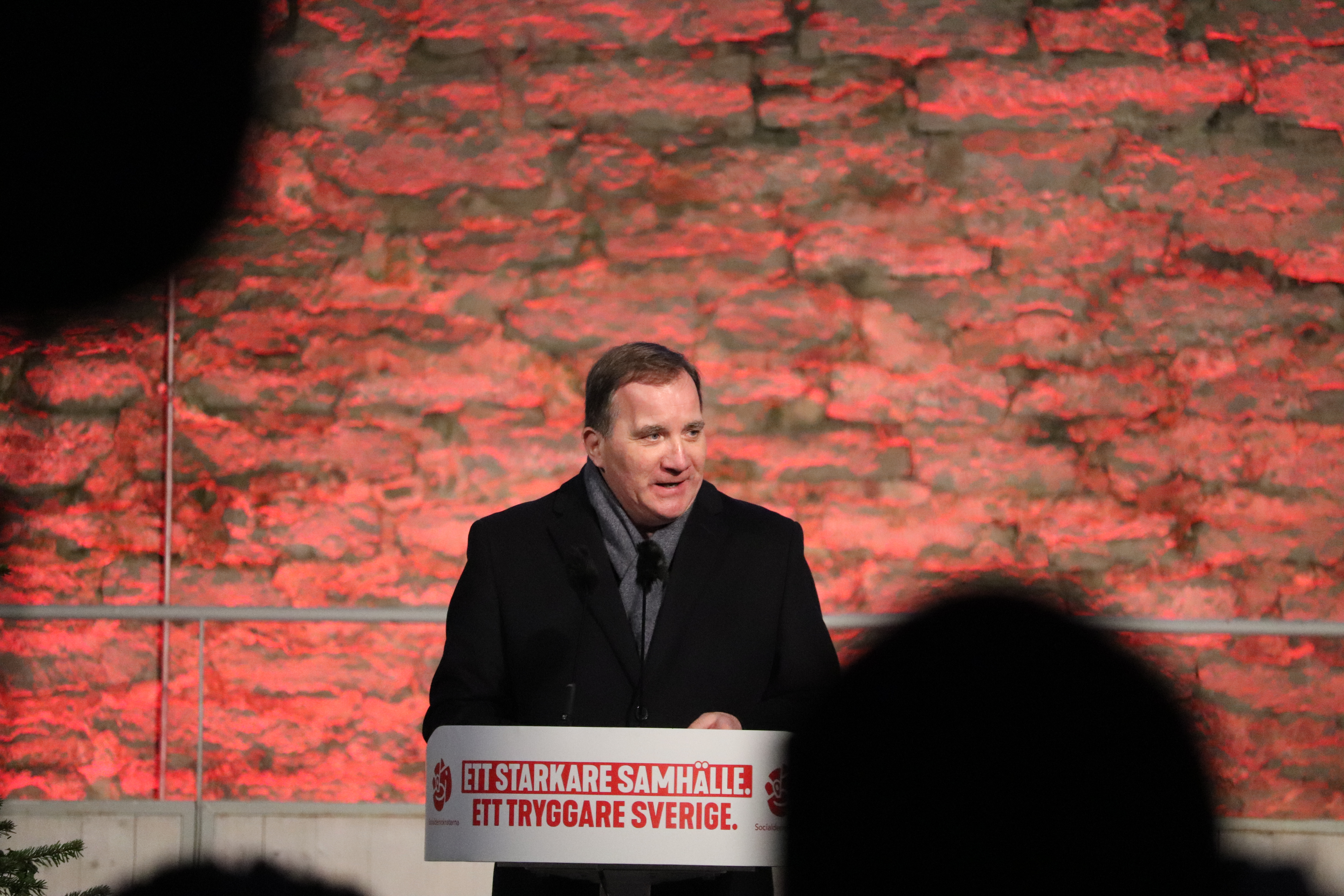
Stefan Löfven håller sitt jultal i Visby den 15 december 2019.
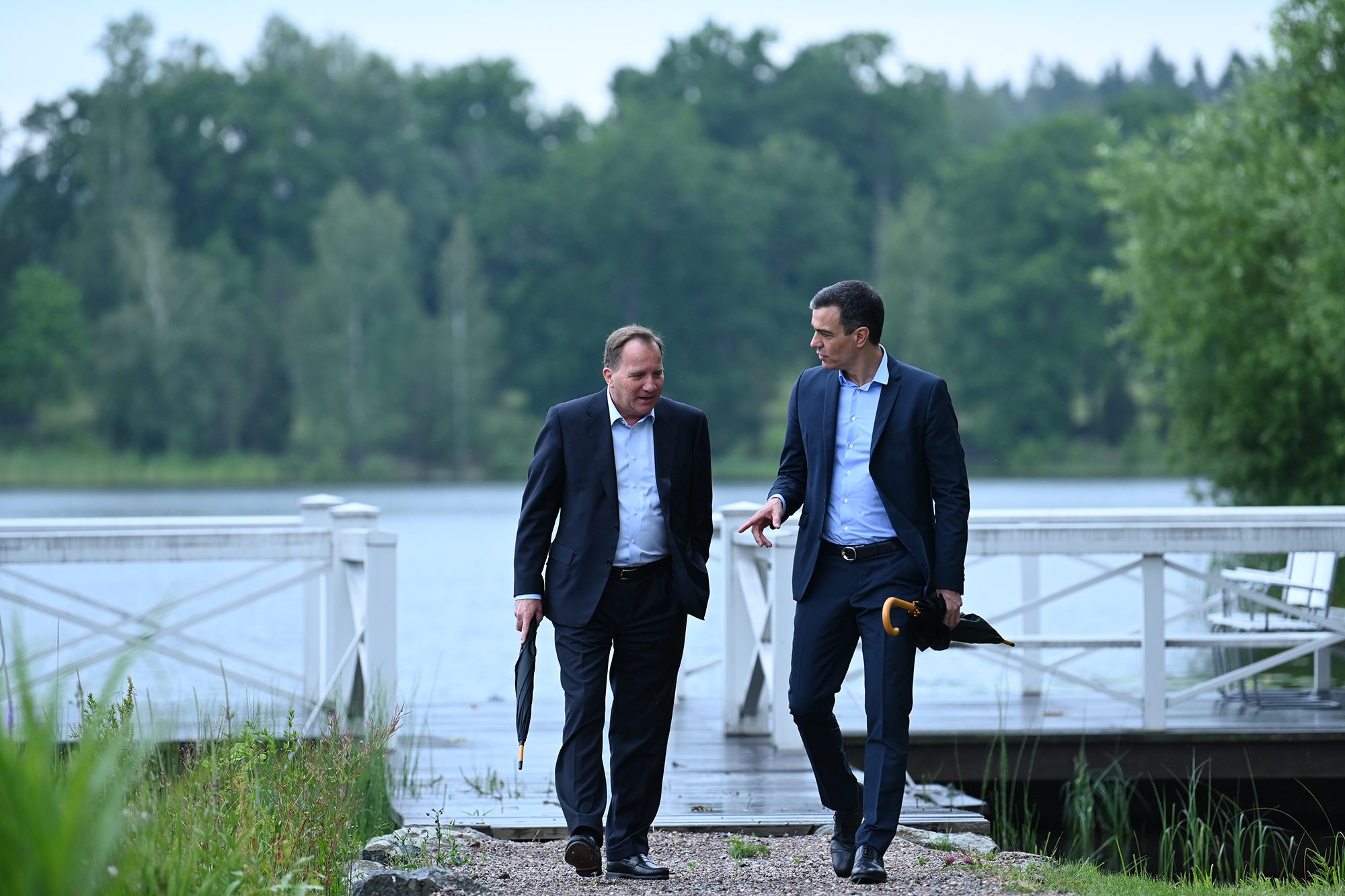
Löfven och Spaniens premiärminister Pedro Sánchez, på Harpsund i juli 2020.
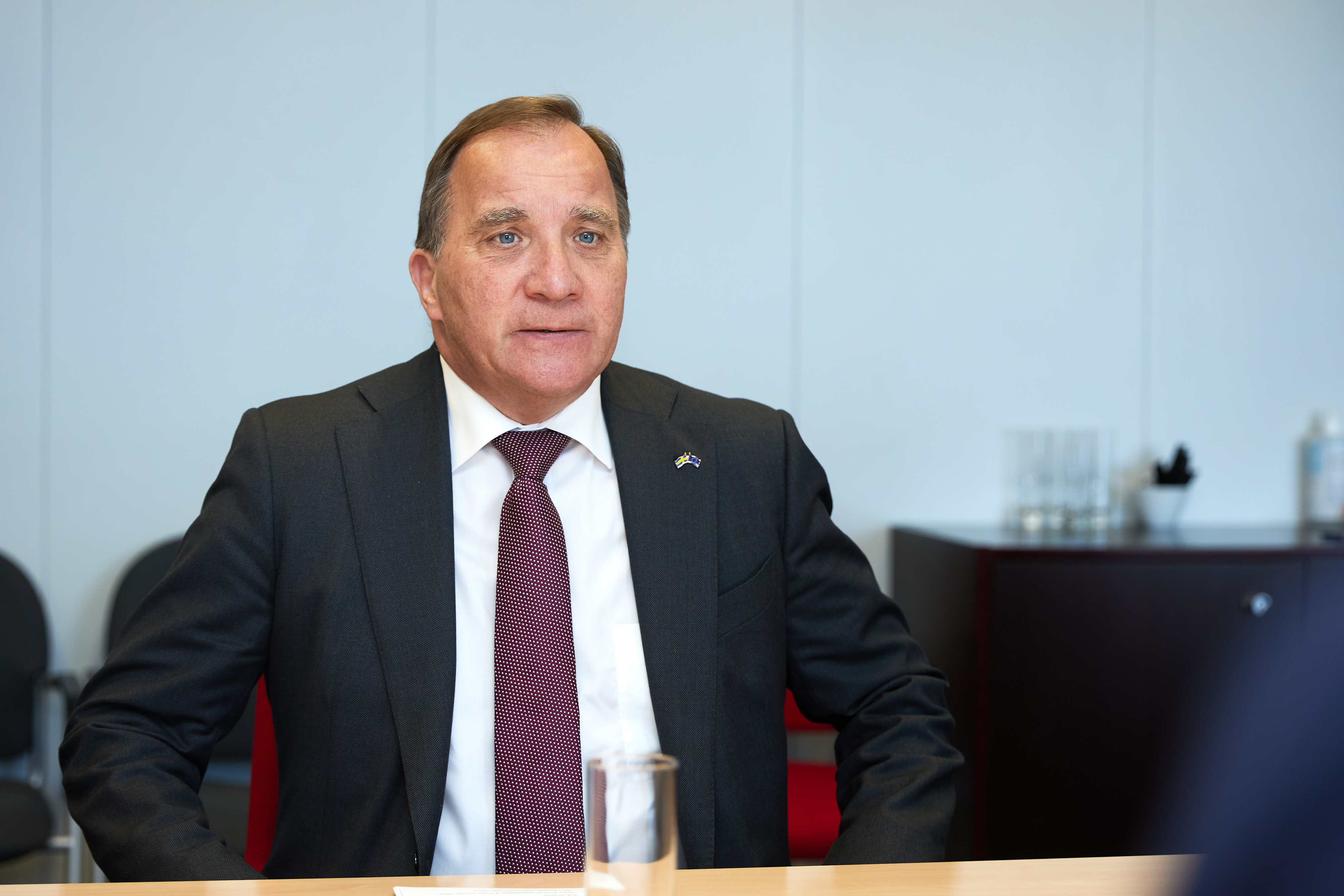
Löfven hos EU-kommissionen 2021.